# Arthur Busch
Arthur H. Busch (* 2. März 1900 in Hamburg; † 7. Mai 1982 in Quickborn) war ein deutscher Politiker (SPD).

## Leben und Beruf

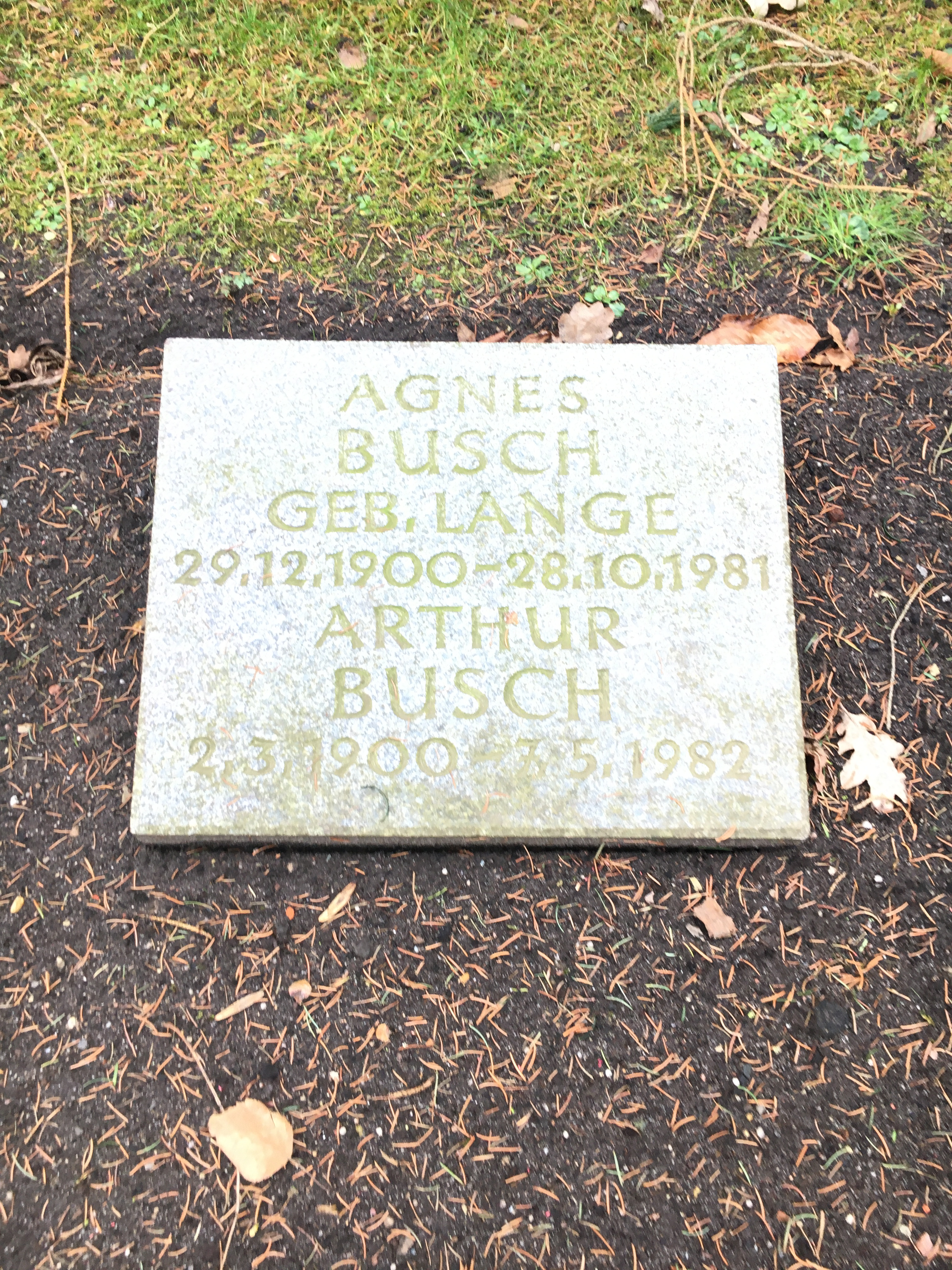
Kissenstein für Arthur Busch auf dem Friedhof Ohlsdorf

Nach dem Schulbesuch absolvierte Busch eine Ausbildung zum Maler, arbeitete anschließend in diesem Beruf und machte sich 1921 selbständig. 1922 bestand er die Prüfung als Malermeister. Nach der Machtübernahme der Nationalsozialisten wurde er wegen Vorbereitung zum Hochverrat angeklagt und von 1934 bis 1937 in einem Konzentrationslager interniert. Er leistete seit 1942 Luftschutzdienst, wurde 1945 zwangsweise an die Ostfront versetzt und geriet zuletzt in Gefangenschaft.
Nach der Entlassung aus der Kriegsgefangenschaft musste Busch seinen während des Zweiten Weltkriegs zerstörten Betrieb wieder aufbauen. Er war von 1946 bis 1954 Erster Obermeister der Malerinnung Hamburg, wurde dann Landesinnungsmeister und war später Vizepräsident des Hauptverbandes. In den 1950er Jahren zog er nach Hamburg-Fuhlsbüttel.
Seine letzte Ruhestätte fand Arthur Busch auf dem Friedhof Ohlsdorf. Dort wurde er im Ehrenfeld der Geschwister-Scholl-Stiftung beigesetzt.

## Partei
Busch trat 1920 in die SPD ein und war von 1947 bis 1950 Kreisvorsitzender der SPD Eppendorf/Winterhude. Außerdem fungierte er bis 1964 als Bundesvorsitzender der Arbeitsgemeinschaft selbständig Schaffender der SPD.

## Abgeordneter
Busch wurde für seine Partei 1946 in die erste frei gewählten Bürgerschaft gewählt. Er gehörte der Hamburgischen Bürgerschaft anschließend durchgehend bis 1962 an. 
Dem Deutschen Bundestag gehörte er vom 26. Januar 1962, als er über die Landesliste der SPD Hamburg für die ausgeschiedene Abgeordnete Irma Keilhack nachrückte, bis 1965 an.